# Škoda 05T
Škoda 05T (Vektra) – прототип трамвая, виготовленого у 2003 році на заводі Škoda Transportation в Плзені, Чехія.

## Дизайн
Škoda 05T — п’ятисекційний однонаправлений трамвай з низькою підлогою, приблизно 55% низької підлоги. 
Основу кузова становлять три візки. 
Загальна довжина трамвая становить 32 м, і це найдовший трамвай, вироблений у Чехії. Місткість вагона – 330 пасажирів.
Vektra безпосередньо походить від трисекційного трамвая Škoda 03T. 
У порівнянні з попередником змінено кількість секцій і двигунів, модернізовано зовнішній вигляд кузова.
Ця модель дозволила випробувати нові рішення, які пізніше використовувалися в наступних п'ятисекційних трамваях Škoda (в тому числі для Праги — Škoda 14T і Вроцлава — Škoda 16T).

## Експлуатація
Єдиний прототип під номером 122 регулярно курсував у Плзені, але місцевий перевізник вирішив його не придбати. 
Існували припущення щодо оренди трамвая перевізникам з Брно чи Вроцлава , але врешті-решт вагон було відкладено, а після того, як його пошкоджено у 2008 році, його транспортували на завод «Škoda Holding» у 2009 році, де його здали на металобрухт.